# حد أدنى من بقايا المرض
الحد الأدنى من بقايا المرض (بالإنجليزية: Minimal Residual Disease)‏ هي الحالة التي يتم فيها وجود خلايا سرطانية بأعداد قليلة في جسم المريض ولا يمكن كشفها بواسطة الطرق التقليدية.
في حالة اكتشاف الحد الأدنى من بقايا المرض لمريض يتم علاجه من مرض السرطان هذا يدل على أن العلاج غير مكتمل بعد. يمكن أيضا التحري عن الحد الأدنى من بقايا المرض كوسيلة للوقاية وكشف وجود السرطان في وقت مبكر من المرض.
يمكن التحري عن هذه الخلايا بوساطة فحص تفاعل البوليميريز التسلسلي وجهاز عداد الخلايا (Flow Cytometry)